# دیولا کاکاش
دیولا کاکاش (به مجاری: Kakas Gyula) ژیمناست زادهٔ ۱۸۷۶ میلادی اهل کشور مجارستان است.